# هارون بيدرسن
هارون بيدرسن (بالإنجليزية: Aaron Pedersen) هو ممثل أسترالي، ولد في 5 سبتمبر 1970 في أليس سبرينغز في أستراليا.

## الأعمال

### أفلام
| السنة | العنوان | الدور |
| ----- | ------- | ----- |
| 2017  | 1%      | شوكر  |

### مسلسلات
- سيتي هوميسايد

## وصلات خارجية
- هارون بيدرسن على موقع IMDb (الإنجليزية)
- هارون بيدرسن على موقع قاعدة بيانات الفيلم (الإنجليزية)